# الفقر في المناطق الريفية

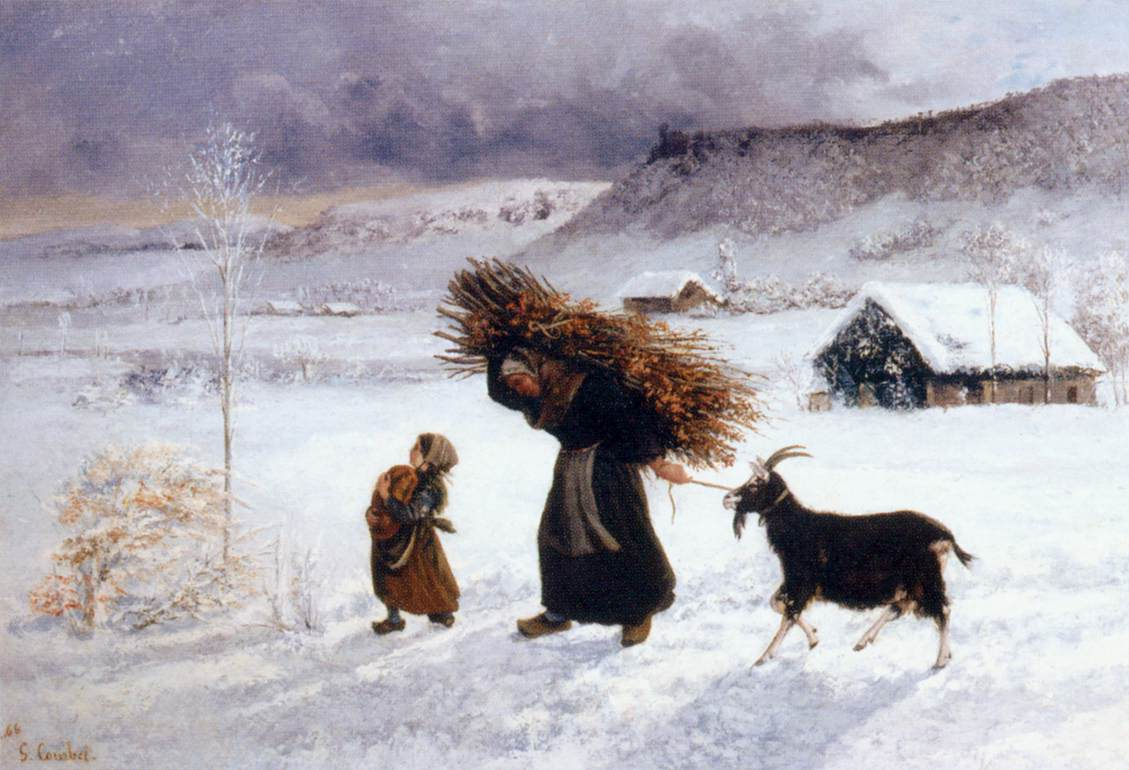
غوستاف كوربيه (1819-1877)

يشير الفقر في المناطق الريفية أو الفقر الريفي إلى الفقر الموجود في المناطق الريفية، ويشمل ذلك عوامل المجتمع الريفي والاقتصاد الريفي والنظم السياسية الريفية التي تؤدي إلى الفقر الموجود هناك. وغالبًا ما تتم مناقشة الفقر الريفي بالتزامن مع عدم المساواة المكانية والتي تشير في هذا السياق إلى عدم المساواة بين المناطق الحضرية والريفية، ويعتبر كل من الفقر الريفي والتفاوت المكاني ظواهر عالمية، ولكن مثل الفقر بشكل عام فإن معدلات الفقر الريفي في البلدان النامية تكون أعلى منها في البلدان المتقدمة. ولا يزال القضاء على الفقر في الريف من خلال السياسات الفعالة والنمو الاقتصادي يشكل تحديًا للمجتمع الدولي.

## المرأة والفقر في الريف
والنساء الريفيات مضطهدات بوجه خاص مرة بسبب الفقر ومرة لكونهن إناثًا، تواجه النساء في كل من المناطق الريفية والمناطق الحضرية خطر الفقر وتكون فرصهن الاقتصادية محدودة أكثر من نظرائهن من الذكور؛ وقد ارتفع عدد النساء الريفيات اللائي يعشن في فقر مدقع بحوالي 50٪ خلال العشرين سنة الماضية.
وبالرغم من أن النساء في الريف يعانين من نفس الظروف القاسية التي يعاني منها نظرائهن من الرجال ولكنهن كذلك يعانين من تحيزات ثقافية وسياسية إضافية تقلل من قيمة عملهن حتى وإن توفر.
ينص المسح العالمي لعام 2009 على أن «المرأة تلعب دورًا فعالًا في الزراعة وسبل العيش الريفية كعمل عائلي غير مدفوع الأجر؛ كمزارعات مستقلات أو مقابل أجر، غالباً دون الحصول على الأراضي والائتمان وغيرها من الأصول الإنتاجية»، ولكن يتم التقليل من مساهمة المرأة في الاقتصاد الريفي بشكل عام، حيث تؤدي النساء قدراً غير متناسب من أعمال الرعاية في المنزل إضافة إلى العمل الخارجي الذي غالباً لا يتم الاعتراف به لأنه لا يُنظر إليه على أنه منتج اقتصادياً.
وعلى الرغم من أن المعايير الثقافية والمجتمعية تمنع النساء في بعض الدول من العمل خارج المنزل، ففي بلدان أخرى وخاصة في المجتمعات الريفية في أفريقيا تعمل النساء كمنتجات رئيسية للأغذية؛ مما يحسن من الأمن الغذائي ودخل الأسرة.
وتعتمد الأسر التي تعيش في فقر مدقع بدرجة أكبر على عمل المرأة  داخل المنزل وخارجه مما يؤدي إلى أيام أطول وإلى مزيد من العمل الشاق للمرأة، إن ارتفاع نسبة الفقراء في العالم من النساء «تأنيث الفقر» مفهوم قابل للتطبيق في كل من المناطق الحضرية والريفية.